# Mathias Lillmåns
Mathias "Vreth" Lillmåns (ur. 30 sierpnia 1982) – wokalista fińskiego folk metalowego zespołu Finntroll. Dołączył do grupy w 2006 w miejsce Tapio Wilska. Śpiewa i gra na gitarze basowej w blackened death metalowym zespole Chthonian, melodic death metalowym Degenerate i black metalowym Twilight Moon. Był również wokalistą i gitarzystą black metalowego zespołu Carnaticum.

## Dyskografia
Finntroll
- Ur Jordens Djup (2007)
- Nifelvind (2010)
- Blodsvept (2013)

Chthonian
- Cthonian (demo, 2006)
- Of Beatings and the Silence in Between (2007)

Twilight Moon
- Demo '99 (Demo, 1999)
- Aether (EP, 2000)
- Shattered Reflections (Demo, 2002)
- Delusional (EP, 2003)

## Filmografia
- Pagan Metal: A Documentary (2009, film dokumentalny, reżyseria: Bill Zebub)